# En uldhandler
|  | Denne artikel er oprettet af botten Steenthbot ud fra en ekstern database. Den kan derfor have sproglige fejl eller mangler. Denne skabelon kan fjernes efter kontrol af indholdet. |

En uldhandler er en dansk dokumentarisk optagelse fra 1933.

## Handling
Grønbjerg, Nørre omme sogn, Ringkøbing amt 1930.